# Mai + trasmessi
Mai + trasmessi è un programma televisivo di genere documentaristico, in onda su Rai Storia dal 2025.

## Il programma
Il programma, condotto da Simona Vanni, ripropone delle trasmissioni raramente replicate, ritrovate e digitalizzate dall'archivio delle teche Rai.
| Puntata | Data      | Trasmissioni riproposte                                     |
| ------- | --------- | ----------------------------------------------------------- |
| 1       | 12/2/2025 | Passeggiata in città (1954), Visita alla X Triennale (1954) |
| 2       | 19/2/2025 | Biglietto di invito (1959)                                  |
| 3       | 26/2/2025 | La madre di Torino (1967)                                   |
| 4       | 5/3/2025  | Serata con Carla Fracci (1973)                              |
| 5       | 12/3/2025 | I capostipiti (1965)                                        |
| 6       | 19/3/2025 | Gente che va, gente che viene (1960-1962)                   |
| 7       | 26/3/2025 | Un'ora con Ugo Procacci (1972)                              |
| 8       | 2/4/2025  | Il ragazzo dai capelli gialli (1978)                        |